# Buteoninae
Buteoninae är en underfamilj i familjen hökar (Accipitridae) i ordningen rovfåglar (Accipitriformes) som omfattar vråkar, örnar och havsörnar och består av cirka 100 idag förekommande arter. Underfamiljen, precis som stora delar av taxonomin kring rovfåglar är omdiskuterad. Det svenska trivialnamnet på underfamiljen är ibland vråkar och örnar då många av arterna inom underfamiljen bär dessa svenska trivialnamn.

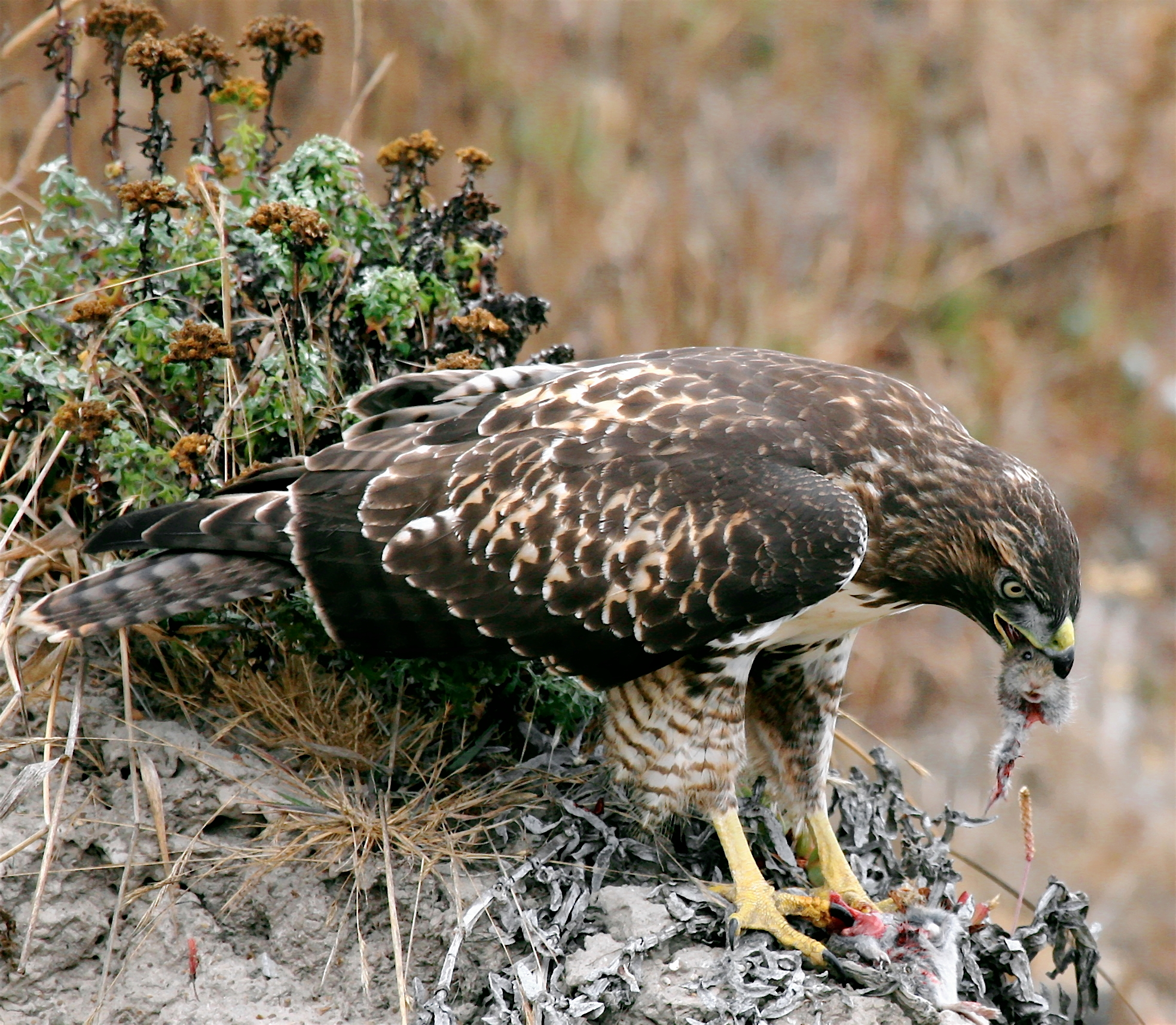
En ung rödstjärtad vråk (Buteo jamaicensis) som äter en åkersork.

Arter inom underfamiljen Buteoninae är mellanstora till stora och inkluderar några av de största av alla rovfåglarna. Harpyan har den största kroppsvikten medan havsörnarna har den största vingbredden. Arterna har stor vingyta och är skickliga flygare. De är inte som falkarna anpassade för fart utan snarare energibesparande segelflygning.

## Släkten
Underfamilj Buteoninae - förmodligen poly- eller parafyletisk
- Släkte Geranoaetus
- Släkte Buteo - förmodligen parafyletisk, kanske omfattar delar av Leucopternis och Parabuteo
- Släkte Parabuteo
- Släkte Buteogallus - förmodligen parafyletisk, omfattar kanske delar av Leucopternis
- Släkte Busarellus
- Släkte Leucopternis - förmodligen polyfyletsik
- Släkte Kaupifalco
- Släkte Butastur
- Släkte Harpyhaliaetus
- Släkte Morphnus
- Släkte Harpia
- Släkte Pithecophaga
- Släkte Harpyopsis
- Släkte Spizaetus
- Släkte Lophaetus - är möjligen en yngre synonym till Ictinaetus
- Släkte Stephanoaetus
- Släkte Polemaetus
- Släkte "Hieraaetus" - släktnamnet är upptaget eller ingår i Aquila
- Släkte Aquila - parafyletisk
- Släkte Ictinaetus
- Släkte Haliaeetus
- Släkte Ichthyophaga